# Сражение на Болии
Сражение на Болии — состоявшееся в 469 году сражение на берегу реки Болия в Паннонии, в котором остготы короля Теодемира одержали победу над коалицией во главе с королём придунайских свевов Хунимундом. Одно из важнейших событий в истории Подунавья эпохи Великого переселения народов.

## Описание

### Исторические источники
Основным нарративным источником о сражении на Болии является труд готского историка середины VI века Иордана «О происхождении и деяниях гетов».

### Предыстория
Сражение на реке Болия стало кульминацией войны между остготами и свевами. Начало вражде двух народов положил захват свевами короля Хунимунда принадлежавшего остготам скота. В ответ брат правителя остготов Теодемир разбил в бою у озера Пелсо возвращавшееся из набега на византийскую Далмацию войско свевов. После этого поражения Хунимунд был вынужден признать своё подчинение остготам. Вероятно, в этом случае остготы действовали на положении имперских федератов. Однако король свевов не смирился с таким своим положением: он заключил союз со скирами, которые в 469 году восстали против остготов и в сражении убили их короля Валамира. В ответ новый правитель остготов Теодемир совершил поход в земли скиров и почти полностью уничтожил этот народ.

### Сражение
Устрашённый разгромом скиров, Хунимунд заключил союз с соседними народами, также опасавшимися возраставшей силы остготов. В коалицию, кроме свевов Хунимунда, вошли также свевы вождя Алариха, сарматы (или языги) королей Бабая и Бевки, остатки скиров во главе с Эдикой и его сыном Онульфом, руги короля Флаккифея, гепиды и другие племена. По свидетельству Приска Панийского, поддержку врагам остготов намеревался оказать и император Византии Лев I Макелла, направивший им в помощь войско под командованием Аспара, хотя этот военачальник и не поддерживал идею войны с остготами. Предполагается, что византийцы сыграли намного бо́льшую роль в формировании антиостготской коалиции, чем об этом сообщал Иордан. Возможно, действия Льва I против остготов Теодемира были согласованы с императором Западной Римской империи Прокопием Антемием, в это же время создавшим под командованием комита Павла коалицию из франков, бургундов, бретонцев и аланов для борьбы с вестготами короля Эйриха.
Выступив в поход против остготов, войско союзников расположилось лагерем на берегу реки Болия. Чаще всего её отождествляют с рекой Ипель, но ряд историков высказывают сомнения в правильности такой идентификации. Здесь враги остготов неожиданно для себя были атакованы войском короля Теодемира и его брата Видимира I. В последовавшем кровопролитном сражении полную победу одержали остготы. Преследование бежавших с поля боя продолжалось на расстоянии десяти миль. Множество воинов союзников погибло (вероятно, среди них был и король скиров Эдика). Двигавшийся к месту сражения Аспар, узнав о разгроме своих союзников, возвратился с войском обратно в византийские владения.

### Последствия
Победа в сражении на реке Болия дала возможность королю Теодемиру разрушить созданную против остготов коалицию придунайских народов и Византии. В следующие несколько лет большинство противников остготов было повержено. Зимой 469/470 года Теодемир совершил новый поход против свевов: король Хунимунд бежал, а оставшиеся придунайские свевы были покорены. Около 472 года остготами был разбит и король Бабай, погибший в бою. Племя скиров распалось: часть его во главе с Одоакром бежала в Италию, часть вместе с Онульфом поступила на службу к византийцам. Вскоре после сражения на Болии император Лев I Макелла, желая укрепить отношения с королём Теодемиром, возвратил ему его сына Теодориха, находившегося в заложниках в Константинополе. Королю остготов также удалось заключить мир с королём ругов Флаккифеем.
Современные историки высоко оценивают важность битвы на Болии для истории Европы V века. Они считают, что влияние этого сражения для Подунавья сопоставимо с влиянием, которое оказала на Римскую Галлию битва на Каталаунских полях 451 года. После победы на Болии остготы стали наиболее влиятельной силой на левобережье Дуная. С этого времени их противником была только Византийская империя, успешная борьба с которой через двадцать лет привела к завоеванию остготами Апеннинского полуострова.